# Mezquita de Kvirike
La mezquita de Kvirike (en georgiano: კვირიკეს ჯამე) es una mezquita congregacional ubicada en el pueblo de Kvirike, parte del municipio de Kobuleti de Ayaria, Georgia. Es una de las mezquitas sobrevivientes más antiguas de la región, fechada en 1861. El edificio está abundantemente adornado con tallas decorativas de madera. Está inscrita en la lista de los Monumentos culturales inamovibles de importancia nacional de Georgia.

## Historia
La mezquita fue construida por un artesano laz de Arhavi en 1860-61, cuando el área era parte del Imperio otomano. Al igual que otras mezquitas tempranas en la región, el diseño de Kvirike combina influencias otomanas con elementos arquitectónicos vernaculares de las aldeas georgianas locales. La mezquita tenía un alminar y una madrasa, ambas estructuras demolidas por las autoridades soviéticas en la década de 1920. Tanto las paredes externas como internas, así como el mihrab, el minbar, las columnas y el balcón, tienen carpintería incisa elaborada original. La mezquita no tiene una cúpula llena, sino un receso con un medallón tallado. 
El templo fue renovado en 2013 y es funcional actualmente, reservado para los servicios de viernes o festivos.